# Polskie Radio Lwów
Radioul Polonez din Lwów (în poloneză Polskie Radio Lwów) a fost un post al Radioului Polonez, situat în orașul Lwów (azi Liov, Ucraina), care în perioada interbelică a aparținut celei de-A Doua Republici Poloneze. A fost considerat al doilea cel mai popular post de radio polonez, după Radio Varșovia (Polskie Radio RDC).

## Istorie
Radioul Polonez Lwow a fost deschis la 13 ianuarie 1930, în timpul Târgului de Est⁠(d) (Targi Wschodni). Frecvența sa a fost de 795 kHz pe o rază de cca. 100 de kilometri. Biroul său era situat într-o clădire de pe strada Batory 6, iar un emițător Marconi, achiziționat din Anglia, a fost amplasat în complexul Târgului de Est. La început, emisiunile au fost zilnic între orele 17:45 și 20:00.
Emisiunile postului au fost foarte populare în toată Polonia, iar Wesoła Lwowska Fala⁠(d), ai cărei actori foloseau subdialectul Lwów, a fost printre emisiunile de top preferate de ascultătorii polonezi. Radioul Polonez Lwow a difuzat și muzică clasică, știri, prelegeri și servicii liturgice. Printre cei angajați la radio, se numărau mai mulți evrei polonezi, cei mai proeminenți au fost compozitorii Henryk Wars⁠(d) și Emanuel Szlechter⁠(d). Lwów era orașul cu cei mai mulți proprietari de aparate de radio din Polonia, la mijlocul anului 1939 existau în jur de 45.000 de receptoare, deținute de locuitorii săi. În vara anului 1938, a început construcția unui nou birou, acesta era planificat să fie finalizat la mijlocul anului 1940.
După izbucnirea celui de-al Doilea Război Mondial, campusul radioului a fost bombardat de Luftwaffe pe 16 septembrie 1939 și și-a încetat transmisia.
La 29 octombrie 1992, la 53 de ani după campania poloneză din septembrie, un alt post de radio în limba poloneză și-a început transmisia în orașul de acum ucrainean Liov. Utilizează echipamentul unui post privat ucrainean Radio Nezalezhnist și raza sa este tot de 100 km.

## Angajați
- Witold Scazighino - director,
- Juliusz Petry⁠(d) - director de programe,
- Witold Korecki - director tehnic,
- Adam Soltys - director muzical,

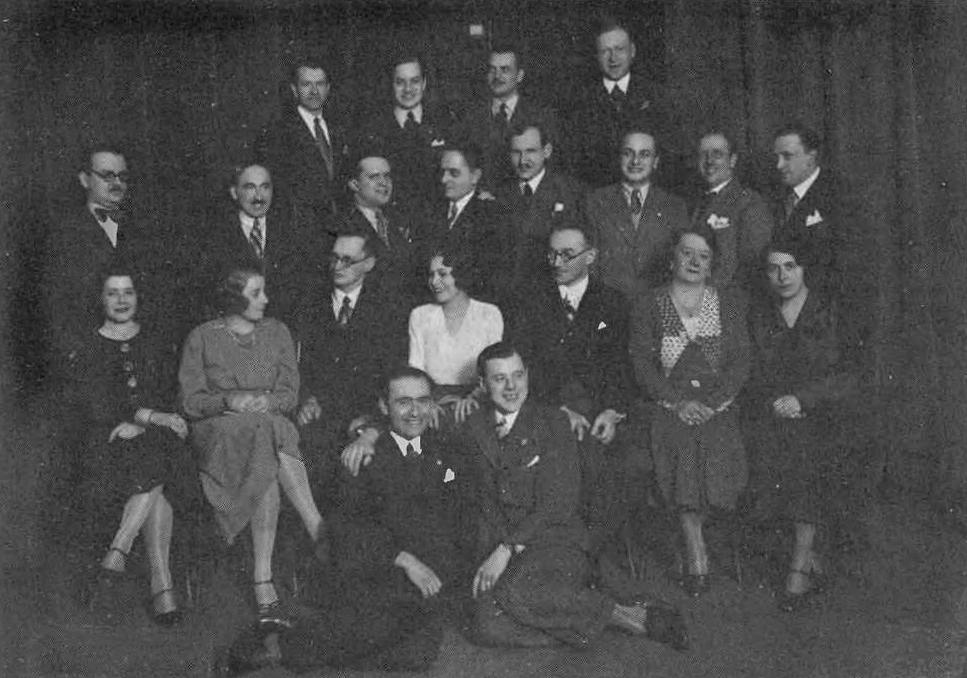

- Ada Artzt - director de emisiuni pentru copii,
- rev. Michal Rekas - director de emisiuni religioase,
- prof. Rudolf Wacek - director de emisiuni sportive,

## Crainici
- Bohdan Sadowski,
- Celina Nahlik,
- Jerzy Tepa,
- Wiktor Budzynski,
- Czeslaw Halski,
- Kazimierz Wajda.

## Programe
- Nasze Oczko (Ochiul nostru),
- Wesole Niedziele (Duminici amuzante),
- Wesola Lwowska Fala
- Ta-joj,
- Gospoda pod Lwowem (O casă în apropiere de Lwow),
- Rozmowa z lwami pod ratuszem (Convorbire cu lei în fața primăriei),
- Wesoly tygodnik dzwiekowy (Săptămâna veselă),
- Radio Chorym (Radio pentru bolnavi , prima emisiune poloneză pentru bolnavi, creată în 1931,
- Transmisiuni ale slujbelor duminicale de la catedralele romano-catolice, armene și greco-catolice,
- Teatr Wyobrazni (Teatrul Imaginației),
- Kronika naukowa (Cronică științifică), creată de Kazimierz Ajdukiewicz⁠(d), Stanislaw Lempicki⁠(d) și Leon Chwistek⁠(d),
- Lwowska Warta - un program pentru mediul rural,
- Dni Regionalne (Zilele regionale), transmisiuni din orașele și localitățile din zonă, inclusiv Zaleszczyki, Tarnopol, Stanislawow și Przemysl.